# Droits de l'homme à Dubaï
 (octobre 2022).
Selon l'article 25 de la Constitution des Émirats arabes unis (ÉAU), les droits de l'homme à Dubaï sont fondés sur la Constitution et l'adoption d'une législation qui prétend garantir un traitement égal à tous les individus, indépendamment de la race, de la nationalité ou de la classe sociale.
Les organisations des droits de l'homme ont exprimé leur inquiétude concernant les violations des droits de l'homme à Dubaï.
Selon l'ONG Human Rights Watch, certains des 250 000 travailleurs migrants de la ville vivent dans des conditions «pires que humaines».
En 2009, le documentaire Slaves of Dubai porte sur les mauvais traitements des travailleurs migrants à Dubaï.

## Prostitution
La prostitution à Dubaï est illégale mais existe toujours. De tous les Émirats arabes unis, Dubaï aurait la scène de sexe la plus connue. Les proxénètes attirent des femmes du monde entier, y compris l'Afrique de l'Est, l'Irak, l'Iran, l'Asie centrale, l'Asie du Sud-Est et le Maroc, pour devenir des prostituées.
De nombreuses femmes signent des contrats pour devenir domestiques ou travailler dans des entreprises de Dubaï mais leurs employeurs confisquent leurs passeports et les forcent à travailler comme des prostituées. Ces femmes, comme des centaines de milliers d'autres dans le monde entier, sont victimes d'esclavage sexuel.
De plus, Dubaï est un endroit dangereux pour dénoncer le viol. Après avoir dénoncé un viol, certaines femmes ont été arrêtées pour «actes sexuels illégaux» et les femmes qui ont été agressées sexuellement sont confrontées à la possibilité d'être punies elles-mêmes.
Au fil des ans, Dubaï s'est affirmée comme une plaque tournante mondiale des influenceurs sur les réseaux sociaux, qui jouent de leur popularité pour vendre l'opulence de la ville. Cependant, la culture des influenceurs doubaïote présente une face plus sombre : certains influenceurs financent leurs modes de vie à travers le travail du sexe, gagnant des milliers d'euros. Les rapports indiquent que les influenceurs reçoivent des messages directs des hommes sur Instagram, négocient des réunions et sont récompensés par des vols, des bijoux, des sacs de créateurs et de l'argent. De plus, les entretiens suggèrent que les influenceurs avec les popularités les plus importantes ont tendance à demander des paiements plus élevés.

### Scandale Dubaï Porta Potty
En avril 2022, l'affaire «Dubaï Porta Potty» a suscité l'indignation sur les réseaux sociaux. Il s'agit d'un réseau de prostitution dirigé par des milliardaires basés à Dubaï, aux ÉAU. Il est question de pratiques sexuelles masochistes ou encore scatophiles autour de "femmes toilettes". Après enquêtes, il a été révélé que certaines femmes avaient été droguées, avaient eu des relations sexuelles avec de nombreux hommes alors qu'elles étaient sous l'emprise de drogues,  avaient eu des relations sexuelles avec des animaux ou encore avaient été forcées d'avoir des relations sexuelles avec des adolescents âgés de 13 à 15 ans pour que ceux-ci deviennent des hommes. Après toutes ces révélations, Mona Kizz, une jeune influenceuse de la plateforme Instagram, s'est suicidée à la suite des expositions du scandale,,.
Le 9 mars 2025, le modèle ukrainien Maria Kovalchuk a été invitée à une fête dans un hôtel avec «deux hommes de l'industrie du mannequinat» à Dubaï. Dix jours plus tard, elle a été retrouvée gravement blessée au bord de la route, avec de multiples fractures. Les premiers rapports ont relié l'incident à des fêtes prestigieuses présumément appelées «Porta Potty Party» impliquant des influenceurs et des riches hommes d'affaires doubaïotes,. Cependant, une enquête a conclu plus tard qu'elle avait subi ses blessures après être entrée seule sur un chantier de construction restreint et  qu'elle avait chuté d'une hauteur.

## Droits LGBT
La loi fédérale et l'Émirat interdisent l'homosexualité, qui est alors passible de multiples punitions : amende, coups, traitements psychologiques, examens anaux, injections d'hormones, flagellation, déportation, torture, peine à perpétuité, exécutions vigilantes, tueries d'honneur, peine de mort. 

## Disparitions forcées et torture
L'Organisation arabe des droits humains a recueilli des témoignages de plusieurs personnes qui ont été interrogées pour son rapport sur la «disparition forcée et torture aux ÉAU». Les témoins ont partagé leus récits d'enlèvements, de soumission à la torture et de maltraitances en détention. Le rapport a détaillé 16 formes distinctes de torture telles que des coups brutaux, des menaces d'électrocution et une retenue de l'accès aux traitements médicaux nécessaires,.
En avril 2023, trois citoyens britanniques auraient été maltraités par la police de Dubaï, par des coups et des chocs électriques prolongés, après avoir été arrêtés pour consommation de drogue. Le Premier ministre britannique David Cameron a soulevé ce problème troublant avec le président des ÉAU Cheikh Khalifa ben Zayed Al Nahyane lors de sa visite d'État en 2013 au Royaume-Uni, exprimant une profonde préoccupation concernant les incidents d'abus signalés
Le gouvernement des ÉAU a utilisé des tactiques répressives pour étayer sa revendication d'un "complot international" ciblant les citoyens et étrangers des ÉAU. Cela a conduit à des déportations de ressortissants étrangers, comme les Égyptiens, qui ont travaillé aux ÉAU pendant des années et n'ont reçu que quelques jours pour quitter le pays.
94 militants émiratis ont été détenus dans des endroits secrets et jugés pour avoir prétendument tenté de renverser le gouvernement. Les organisations des droits de l'homme ont critiqué le secret du procès. Un émirati, dont le père faisait partie des accusés, a été arrêté pour avoir posté sur X au sujet du procès et a été condamné à 10 mois de prison en avril 2013.

## Incidents divers
Les ÉAU accusent les victimes de viol de relations sexuelles en dehors du mariage. Aussi, ils accusent les victimes de violences de tentative de suicide et de consommation d'alcool. En juillet 2024, Tori Towey, un agent de bord irlandais travaillant pour Emirates, a signalé des violences domestiques à la police. Malgré des blessures visibles, les autorités l'ont accusée de tentative de suicide et de consommation d'alcool et ont confisqué son passeport. Sa mère a fait appel aux représentants locaux, au ministère des Affaires étrangères, à l'ambassade et au Taoiseach pour obtenir de l'aide. Le Premier ministre irlandais, Simon Harris, a exprimé sa volonté d'intervenir pour que les charges contre Towey soient abandonnées. L'incident met en évidence des problèmes continus avec le traitement des victimes de violences à Dubaï aux ÉAU et a attiré l'attention internationale, les organisations de droits de l'homme appelant à la réforme et à une meilleure protection des victimes.
Deux frères de l'Ohio, Joseph et Joshua Lopez,  arrivés aux Émirats arabes unis avec des visas touristiques pour produire du contenu exclusif dans l'opulente ville d'or, ont affirmé qu'ils avaient été «drogués» lors d'une fête de yacht glamour et ont été condamnés à de la prison pour consommation d'alcool.
Un homme d'affaires britannique, Ryan Cornelius, injustement emprisonné à Dubaï, a exhorté le ministère des Affaires étrangères à le protéger contre les responsables de la prison «agressifs» après que ces derniers ont tenté de le forcer à signer un document affirmant que ses droits humains étaient respectés. Il a passé plus de 16 ans à languir en prison aux ÉAU pour une fraude présumée de 370 millions de livres sterling. Sa peine initiale de 10 ans a été prolongée jusqu'en 2038. De plus, dans une lettre au ministre des Affaires étrangères, David Lammy, M. Roca a exhorté son collègue député travailliste à «faire pression sur les autorités de Dubaï, indiquant clairement que ce comportement est inacceptable et représente un abus brut de pouvoir».